# Danh sách nhà vô địch Super Bowl

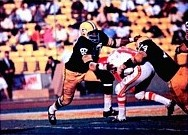
Green Bay Packers đánh bại Kansas City Chiefs tại Super Bowl I

Siêu cúp Bóng bầu dục Mỹ (Super Bowl) là trận đấu bóng bầu dục thường niên nhằm xác định nhà vô địch của Giải Bóng bầu dục Quốc gia (NFL). Trận đấu đánh dấu sự kết thúc của mùa giải bắt đầu trong năm dương lịch trước đó và là phần cuối cùng của vòng loại trực tiếp NFL. Đội bóng giành chiến thắng nhận được giải thưởng là Cúp Vince Lombardi. Super Bowl tổ chức tại một thành phố của Mỹ được chọn trước từ ba đến bốn năm, thường tại các địa điểm có thời tiết ấm áp hoặc sân vận động mái vòm. Kể từ tháng 1 năm 1971, Super Bowl là trận đấu giữa đội chiến thắng vòng tuyển của Liên đoàn Bóng đá Mỹ và đội chiến thắng vòng tuyển của Liên đoàn Bóng đá Quốc gia để tìm ra nhà vô địch cuối cùng.

## Danh sách
Các con số trong ngoặc đơn được xem như sau:
- Hai cột đội thắng và đội thua cho biết số lần đội đó xuất hiện trong một trận Super Bowl cũng như thành tích Super Bowl của từng đội tương ứng cho đến nay.
- Cột địa điểm cho biết số lần tổ chức Super Bowl của sân vận động đó.
- Cột thành phố cho biết số lần đăng cai của thành phố đó.

| Trận    | Thời gian/Mùa giải                      | Đội thắng                          | Tỉ số      | Đội thua                           | Địa điểm                          | Thành phố                   | Khán giả | Trọng tài       | Nguồn                              |
| ------- | --------------------------------------- | ---------------------------------- | ---------- | ---------------------------------- | --------------------------------- | --------------------------- | -------- | --------------- | ---------------------------------- |
| I       | 15 tháng 1 năm 1967 (AFL 1966/NFL 1966) | Green Bay Packersn (1, 1–0)        | 35–10      | Kansas City Chiefsa (1, 0–1)       | Los Angeles Memorial Coliseum     | Los Angeles, California     | 61,946   | Norm Schachter  | [ 5 ] [ 6 ]                        |
| II      | 14 tháng 1 năm 1968 (AFL 1967/NFL 1967) | Green Bay Packersn (2, 2–0)        | 33–14      | Oakland Raidersa (1, 0–1)          | Miami Orange Bowl                 | Miami, Florida              | 75,546   | Jack Vest       | [ 7 ] [ 6 ]                        |
| III     | 12 tháng 1 năm 1969 (AFL 1968/NFL 1968) | New York Jetsa (1, 1–0)            | 16–7       | Baltimore Coltsn (1, 0–1)          | Miami Orange Bowl (2)             | Miami, Florida (2)          | 75,389   | Tom Bell        | [ 8 ] [ 6 ]                        |
| IV      | 11 tháng 1 năm 1970 (AFL 1969/NFL 1969) | Kansas City Chiefsa (2, 1–1)       | 23–7       | Minnesota Vikingsn (1, 0–1)        | Tulane Stadium                    | New Orleans, Louisiana      | 80,562   | John McDonough  | [ 9 ] [ 6 ]                        |
| V       | 17 tháng 1 năm 1971 (1970)              | Baltimore ColtsA (2, 1–1)          | 16–13      | Dallas CowboysN (1, 0–1)           | Miami Orange Bowl (3)             | Miami, Florida (3)          | 79,204   | Norm Schachter  | [ 10 ] [ 6 ]                       |
| VI      | 16 tháng 1 năm 1972 (1971)              | Dallas CowboysN (2, 1–1)           | 24–3       | Miami DolphinsA (1, 0–1)           | Tulane Stadium (2)                | New Orleans, Louisiana (2)  | 81,023   | Jim Tunney      | [ 11 ] [ 6 ]                       |
| VII     | 14 tháng 1 năm 1973 (1972)              | Miami DolphinsA (2, 1–1)           | 14–7       | ashington RedskinsN (1, 0–1)       | Los Angeles Memorial Coliseum (2) | Los Angeles, California (2) | 90,182   | Tom Bell        | [ 12 ] [ 6 ]                       |
| VIII    | 13 tháng 1 năm 1974 (1973)              | Miami DolphinsA (3, 2–1)           | 24–7       | Minnesota VikingsN (2, 0–2)        | Rice Stadium                      | Houston, Texas              | 71,882   | Ben Dreith      | [ 13 ] [ 6 ]                       |
| IX      | 12 tháng 1 năm 1975 (1974)              | Pittsburgh SteelersA (1, 1–0)      | 16–6       | Minnesota VikingsN (3, 0–3)        | Tulane Stadium (3)                | New Orleans, Louisiana (3)  | 80,997   | Bernie Ulman    | [ 14 ] [ 6 ]                       |
| X       | 18 tháng 1 năm 1976 (1975)              | Pittsburgh SteelersA (2, 2–0)      | 21–17      | Dallas CowboysN (3, 1–2) [W]       | Miami Orange Bowl (4)             | Miami, Florida (4)          | 80,187   | Norm Schachter  | [ 15 ] [ 6 ]                       |
| XI      | 9 tháng 1 năm 1977 (1976)               | Oakland RaidersA (2, 1–1)          | 32–14      | Minnesota VikingsN (4, 0–4)        | Rose Bowl                         | Pasadena, California (3)    | 103,438  | Jim Tunney      | [ 16 ] [ 6 ]                       |
| XII     | 15 tháng 1 năm 1978 (1977)              | Dallas CowboysN (4, 2–2)           | 27–10      | Denver BroncosA (1, 0–1)           | Louisiana Superdome               | New Orleans, Louisiana (4)  | 76,400   | Jim Tunney      | [ 18 ] [ 6 ]                       |
| XIII    | 21 tháng 1 năm 1979 (1978)              | Pittsburgh SteelersA (3, 3–0)      | 35–31      | Dallas CowboysN (5, 2–3)           | Miami Orange Bowl (5)             | Miami, Florida (5)          | 79,484   | Pat Haggerty    | [ 19 ] [ 6 ]                       |
| XIV     | 20 tháng 1 năm 1980 (1979)              | Pittsburgh SteelersA (4, 4–0)      | 31–19      | Los Angeles RamsN (1, 0–1)         | Rose Bowl (2)                     | Pasadena, California (4)    | 103,985  | Fred Silva      | [ 20 ] [ 6 ]                       |
| XV      | 25 tháng 1 năm 1981 (1980)              | Oakland RaidersA (3, 2–1) [W]      | 27–10      | Philadelphia EaglesN (1, 0–1)      | Louisiana Superdome (2)           | New Orleans, Louisiana (5)  | 76,135   | Ben Dreith      | [ 21 ] [ 6 ]                       |
| XVI     | 24 tháng 1 năm 1982 (1981)              | San Francisco 49ersN (1, 1–0)      | 26–21      | Cincinnati BengalsA (1, 0–1)       | Pontiac Silverdome                | Pontiac, Michigan           | 81,270   | Pat Haggerty    | [ 23 ] [ 6 ]                       |
| XVII    | 30 tháng 1 năm 1983 (1982)              | Washington RedskinsN (2, 1–1)      | 27–17      | Miami DolphinsA (4, 2–2)           | Rose Bowl (3)                     | Pasadena, California (5)    | 103,667  | Jerry Markbreit | [ 24 ] [ 6 ]                       |
| XVIII   | 22 tháng 1 năm 1984 (1983)              | Los Angeles RaidersA (4, 3–1)      | 38–9       | Washington RedskinsN (3, 1–2)      | Tampa Stadium                     | Tampa, Florida              | 72,920   | Gene Barth      | [ 25 ] [ 6 ]                       |
| XIX     | 20 tháng 1 năm 1985 (1984)              | San Francisco 49ersN (2, 2–0)      | 38–16      | Miami DolphinsA (5, 2–3)           | Stanford Stadium                  | Stanford, California        | 84,059   | Pat Haggerty    | [ 27 ] [ 6 ]                       |
| XX      | 26 tháng 1 năm 1986 (1985)              | Chicago BearsN (1, 1–0)            | 46–10      | New England PatriotsA (1, 0–1) [W] | Louisiana Superdome (3)           | New Orleans, Louisiana (6)  | 73,818   | Red Cashion     | [ 28 ] [ 6 ]                       |
| XXI     | 25 tháng 1 năm 1987 (1986)              | New York GiantsN (1, 1–0)          | 39–20      | Denver BroncosA (2, 0–2)           | Rose Bowl (4)                     | Pasadena, California (6)    | 101,063  | Jerry Markbreit | [ 29 ] [ 6 ]                       |
| XXII    | 31 tháng 1 năm 1988 (1987)              | Washington RedskinsN (4, 2–2)      | 42–10      | Denver BroncosA (3, 0–3)           | San Diego–Jack Murphy Stadium     | San Diego, California       | 73,302   | Bob McElwee     | [ 30 ] [ 6 ]                       |
| XXIII   | 22 tháng 1 năm 1989 (1988)              | San Francisco 49ersN (3, 3–0)      | 20–16      | Cincinnati BengalsA (2, 0–2)       | Joe Robbie Stadium                | Miami, Florida (6)          | 75,129   | Jerry Seeman    | [ 31 ] [ 6 ]                       |
| XXIV    | 28 tháng 1 năm 1990 (1989)              | San Francisco 49ersN (4, 4–0)      | 55–10      | Denver BroncosA (4, 0–4)           | Louisiana Superdome (4)           | New Orleans, Louisiana (7)  | 72,919   | Dick Jorgensen  | [ 32 ] [ 6 ]                       |
| XXV     | 27 tháng 1 năm 1991 (1990)              | New York GiantsN (2, 2–0)          | 20–19      | Buffalo BillsA (1, 0–1)            | Tampa Stadium (2)                 | Tampa, Florida (2)          | 73,813   | Jerry Seeman    | [ 33 ] [ 6 ]                       |
| XXVI    | 26 tháng 1 năm 1992 (1991)              | Washington RedskinsN (5, 3–2)      | 37–24      | Buffalo BillsA (2, 0–2)            | Metrodome                         | Minneapolis, Minnesota      | 63,130   | Jerry Markbreit | [ 34 ] [ 6 ]                       |
| XXVII   | 31 tháng 1 năm 1993 (1992)              | Dallas CowboysN (6, 3–3)           | 52–17      | Buffalo BillsA (3, 0–3) [W]        | Rose Bowl (5)                     | Pasadena, California (7)    | 98,374   | Dick Hantak     | [ 35 ] [ 6 ]                       |
| XXVIII  | 30 tháng 1 năm 1994 (1993)              | Dallas CowboysN (7, 4–3)           | 30–13      | Buffalo BillsA (4, 0–4)            | Georgia Dome                      | Atlanta, Georgia            | 72,817   | Bob McElwee     | [ 36 ] [ 6 ]                       |
| XXIX    | 29 tháng 1 năm 1995 (1994)              | San Francisco 49ersN (5, 5–0)      | 49–26      | San Diego ChargersA (1, 0–1)       | Joe Robbie Stadium (2)            | Miami, Florida (7)          | 74,107   | Jerry Markbreit | [ 37 ] [ 6 ]                       |
| XXX     | 28 tháng 1 năm 1996 (1995)              | Dallas CowboysN (8, 5–3)           | 27–17      | Pittsburgh SteelersA (5, 4–1)      | Sun Devil Stadium                 | Tempe, Arizona              | 76,347   | Red Cashion     | [ 40 ] [ 6 ]                       |
| XXXI    | 26 tháng 1 năm 1997 (1996)              | Green Bay PackersN (3, 3–0)        | 35–21      | New England PatriotsA (2, 0–2)     | Louisiana Superdome (5)           | New Orleans, Louisiana (8)  | 72,301   | Gerry Austin    | [ 41 ] [ 6 ]                       |
| XXXII   | 25 tháng 1 năm 1998 (1997)              | Denver BroncosA (5, 1–4)[W]        | 31–24      | Green Bay PackersN (4, 3–1)        | Qualcomm Stadium (2)              | San Diego, California (2)   | 68,912   | Ed Hochuli      | [ 42 ] [ 6 ]                       |
| XXXIII  | 31 tháng 1 năm 1999 (1998)              | Denver BroncosA (6, 2–4)           | 34–19      | Atlanta FalconsN (1, 0–1)          | Pro Player Stadium (3)            | Miami, Florida (8)          | 74,803   | Bernie Kukar    | [ 43 ] [ 6 ]                       |
| XXXIV   | 30 tháng 1 năm 2000 (1999)              | St. Louis RamsN (2, 1–1)           | 23–16      | Tennessee TitansA (1, 0–1) [W]     | Georgia Dome (2)                  | Atlanta, Georgia (2)        | 72,625   | Bob McElwee     | [ 44 ] [ 6 ]                       |
| XXXV    | 28 tháng 1 năm 2001 (2000)              | Baltimore RavensA (1, 1–0) [W]     | 34–7       | New York GiantsN (3, 2–1)          | Raymond James Stadium             | Tampa, Florida (3)          | 71,921   | Gerry Austin    | [ 45 ] [ 6 ]                       |
| XXXVI   | 3 tháng 2 năm 2002 (2001)               | New England PatriotsA (3, 1–2)     | 20–17      | St. Louis RamsN (3, 1–2)           | Louisiana Superdome (6)           | New Orleans, Louisiana (9)  | 72,922   | Bernie Kukar    | [ 46 ] [ 6 ]                       |
| XXXVII  | 26 tháng 1 năm 2003 (2002)              | Tampa Bay BuccaneersN (1, 1–0)     | 48–21      | Oakland RaidersA (5, 3–2)          | Qualcomm Stadium (3)              | San Diego, California (3)   | 67,603   | Bill Carollo    | [ 47 ] [ 6 ]                       |
| XXXVIII | 1 tháng 2 năm 2004 (2003)               | New England PatriotsA (4, 2–2)     | 32–29      | Carolina PanthersN (1, 0–1)        | Reliant Stadium                   | Houston, Texas (2)          | 71,525   | Ed Hochuli      | [ 48 ] [ 6 ]                       |
| XXXIX   | 6 tháng 2 năm 2005 (2004)               | New England PatriotsA (5, 3–2)     | 24–21      | Philadelphia EaglesN (2, 0–2)      | Alltel Stadium                    | Jacksonville, Florida       | 78,125   | Terry McAulay   | [ 49 ] [ 6 ]                       |
| XL      | 5 tháng 2 năm 2006 (2005)               | Pittsburgh SteelersA (6, 5–1) [W]  | 21–10      | Seattle SeahawksN (1, 0–1)         | Ford Field                        | Detroit, Michigan (2)       | 68,206   | Bill Leavy      | [ 50 ] [ 6 ]                       |
| XLI     | 4 tháng 2 năm 2007 (2006)               | Indianapolis ColtsA (3, 2–1)       | 29–17      | Chicago BearsN (2, 1–1)            | Dolphin Stadium (4)               | Miami Gardens, Florida (9)  | 74,512   | Tony Corrente   | [ 51 ] [ 6 ]                       |
| XLII    | 3 tháng 2 năm 2008 (2007)               | New York GiantsN (4, 3–1) [W]      | 17–14      | New England PatriotsA (6, 3–3)     | University of Phoenix Stadium     | Glendale, Arizona (2)       | 71,101   | Mike Carey      | [ 52 ] [ 6 ]                       |
| XLIII   | 1 tháng 2 năm 2009 (2008)               | Pittsburgh SteelersA (7, 6–1)      | 27–23      | Arizona CardinalsN (1, 0–1)        | Raymond James Stadium (2)         | Tampa, Florida (4)          | 70,774   | Terry McAulay   | [ 53 ] [ 6 ]                       |
| XLIV    | 7 tháng 2 năm 2010 (2009)               | New Orleans SaintsN (1, 1–0)       | 31–17      | Indianapolis ColtsA (4, 2–2)       | Sun Life Stadium (5)              | Miami Gardens, Florida (10) | 74,059   | Scott Green     | [ 54 ] [ 6 ]                       |
| XLV     | 6 tháng 2 năm 2011 (2010)               | Green Bay PackersN (5, 4–1) [W]    | 31–25      | Pittsburgh SteelersA (8, 6–2)      | Cowboys Stadium                   | Arlington, Texas            | 103,219  | Walt Anderson   | [ 55 ] [ 56 ] [ 6 ]                |
| XLVI    | 5 tháng 2 năm 2012 (2011)               | New York GiantsN (5, 4–1)          | 21–17      | New England PatriotsA (7, 3–4)     | Lucas Oil Stadium                 | Indianapolis, Indiana       | 68,658   | John Parry      | [ 57 ] [ 6 ] [ 58 ] [ 59 ]         |
| XLVII   | 3 tháng 2 năm 2013 (2012)               | Baltimore RavensA (2, 2–0)         | 34–31      | San Francisco 49ersN (6, 5–1)      | Mercedes-Benz Superdome (7)       | New Orleans, Louisiana (10) | 71,024   | Jerome Boger    | [ 60 ] [ 6 ] [ 58 ] [ 61 ]         |
| XLVIII  | 2 tháng 2 năm 2014 (2013)               | Seattle SeahawksN (2, 1–1)         | 43–8       | Denver BroncosA (7, 2–5)           | MetLife Stadium                   | East Rutherford, New Jersey | 82,529   | Terry McAulay   | [ 62 ] [ 6 ] [ 63 ]                |
| XLIX    | 1 tháng 2 năm 2015 (2014)               | New England PatriotsA (8, 4–4)     | 28–24      | Seattle SeahawksN (3, 1–2)         | University of Phoenix Stadium (2) | Glendale, Arizona (3)       | 70,288   | Bill Vinovich   | [ 64 ] [ 6 ] [ 65 ] [ 66 ]         |
| 50      | 7 tháng 2 năm 2016 (2015)               | Denver BroncosA (8, 3–5)           | 24–10      | Carolina PanthersN (2, 0–2)        | Levi's Stadium                    | Santa Clara, California (2) | 71,088   | Clete Blakeman  | [ 67 ] [ 66 ] [ 68 ] [ 69 ]        |
| LI      | 5 tháng 2 năm 2017 (2016)               | New England PatriotsA (9, 5–4)     | 34–28 (OT) | Atlanta FalconsN (2, 0–2)          | NRG Stadium (2)                   | Houston, Texas (3)          | 70,807   | Carl Cheffers   | [ 70 ] [ 66 ] [ 68 ] [ 69 ]        |
| LII     | 4 tháng 2 năm 2018 (2017)               | Philadelphia EaglesN (3, 1–2)      | 41–33      | New England PatriotsA (10, 5–5)    | U.S. Bank Stadium                 | Minneapolis, Minnesota (2)  | 67,612   | Gene Steratore  | [ 71 ] [ 72 ] [ 73 ] [ 74 ] [ 75 ] |
| LIII    | 3 tháng 2 năm 2019 (2018)               | New England PatriotsA (11, 6–5)    | 13–3       | Los Angeles RamsN (4, 1–3)         | Mercedes-Benz Stadium             | Atlanta, Georgia (3)        | 70,081   | John Parry      | [ 76 ] [ 77 ] [ 78 ]               |
| LIV     | 2 tháng 2 năm 2020 (2019)               | Kansas City ChiefsA (3, 2–1)       | 31–20      | San Francisco 49ersN (7, 5–2)      | Hard Rock Stadium (6)             | Miami Gardens, Florida (11) | 62,417   | Bill Vinovich   | [ 77 ] [ 78 ]                      |
| LV      | 7 tháng 2 năm 2021 (2020)               | Tampa Bay BuccaneersN (2, 2–0) [W] | 31–9       | Kansas City ChiefsA (4, 2–2)       | Raymond James Stadium (3)         | Tampa, Florida (5)          | 24,835   | Carl Cheffers   | [ 77 ] [ 78 ]                      |
| LVI     | 13 tháng 2 năm 2022 (2021)              | Los Angeles RamsN (5, 2–3)         | 23–20      | Cincinnati BengalsA (3, 0–3)       | SoFi Stadium                      | Inglewood, California (8)   | 70,048   | Ron Torbert     | [ 77 ] [ 78 ]                      |
| LVII    | 12 tháng 2 năm 2023 (2022)              | Kansas City ChiefsA (5, 3–2)       | 38–35      | Philadelphia EaglesN (4, 1–3)      | State Farm Stadium(3)             | Glendale, Arizona (4)       | 67,827   | Carl Cheffers   |                                    |
| LVIII   | 11 tháng 2 năm 2024 (2023)              | Kansas City Chiefs                 | 25–22      | San Francisco 49ers                | Allegiant Stadium                 | Paradise, Nevada            | [ 79 ]   |                 |                                    |

### Trận đấu sắp tới
| Trận | Thời gian/Mùa giải        | Đội thứ nhất | Đội thứ hai | Địa điểm              | Thành phố                   | Nguồn  |
| ---- | ------------------------- | ------------ | ----------- | --------------------- | --------------------------- | ------ |
| LIX  | 9 tháng 2 năm 2025 (2024) | TBA          | TBA         | Caesars Superdome (8) | New Orleans, Louisiana (11) | [ 79 ] |